# 国际事务全国民主研究所
国际事务全国民主研究所（英語：National Democratic Institute for International Affairs，缩写为），通称全国民主研究所，是美国的一个无党派非营利性组织，目的是与发展中国家的合作伙伴一同提高民主制度的有效性。 其核心内容包含：公民参与、选举、辩论、民主治理、民主与技术、边缘群体的政治参与、女性与民主等。该组织的宗旨是：“通过公民参与、政府公开负责，在全世界范围内支持并强化民主制度。
该研究所建立于1983年，美国国会创立美国国家民主基金会之后不久，总部位于美国首都华盛顿。成立后不久，该组织之下便设立了三个子机构：国际民营企业中心、国际事务全国民主研究所以及国家共和国际事务研究所。NDI所收到的捐赠用于通过该三个机构在海外展开活动。
NDI是无党派组织且不在美国选举中选边站，然而它与美国民主党有松散的联系。它也是自由党国际的一个合作组织。
国际事务全国民主研究所在全球156个国家和地区开展工作，支持了16,000个民间组织，925个政党和组织，1万名立法者和1,300个妇女组织的政治活动。此外，NDI在67个国家组织了200多个国际选举观察员代表团。通过其当地合作伙伴，NDI帮助在全球85个国家的350次选举和公民投票中培训和部署了400万名选举观察员，并在50多个国家培训了600,000名民意调查观察员。它帮助合作伙伴团体在超过35个国家组织了400场候选人辩论。
NDI的捐助来自于美国国家民主基金会、美国国际开发署、美国国务院以及选举及政治进程强化联盟。此外，NDI收到来自不同政府、基金会、多边组织、公司、机构及个人的捐助。其中部分政府和机构包括澳大利亚政府、丹麦政府、比利时政府等。
2019年12月2日，中華人民共和国政府宣布对美国国际事务全国民主研究所等5個組織实施制裁。2020年8月10日，中華人民共和國外交部宣佈，對11名美國國會議員及民間人士實施制裁。當中包括美国国际事务全国民主研究所總裁丹尼爾·特溫寧。2021年7月23日，中華人民共和國外交部再度宣佈，制裁包括美国国际事务全国民主研究所成員金度允等6人1實體。
2021年，美國國際民主協會宣布設立台北辦事處，首要任務包括拓展區域網絡、促進民主經驗交流等。